# José María Zubía
José María Zubía Cigarán, plus connu sous le pseudonyme de Mari ou d'Aita Mari. né à Zumaia le 18 mars 1809 et mort à Saint-Sébastien le 9 janvier 1866, est un marin et un pêcheur qui s'est transformé en héros populaire au Pays basque pour les sauvetages maritimes qu'il a réalisés. Après son décès, il est devenu une icône pour les pêcheurs basques surtout ceux de Saint-Sébastien et Zumaia.

## Biographie
José María Zubía est né dans la localité côtière de Zumaia, dans une modeste famille de pêcheurs. Très jeune il s'est consacré à pêche en mer. Dans sa jeunesse, vers 1830 il s'enrôle chez un négociant qui traitait avec l'Amérique, ce qui lui a permis de gagner un peu d'argent. Vers 1850 avec l'argent qu'il avait économisé il s'achète une barque de pêcheurs et il s'établit comme patron de pêche côtière dans le port de Saint-Sébastien. À cette époque la pêche côtière se pratiquait dans de petits bateaux à voile et avirons connus comme chaloupes.

Croquis d'une chaloupe de pêche.

C'est dans l'exercice de son travail comme patron où il commence à être célèbre à Saint-Sébastien et la Côte basque pour l'aide qu'il apportait de façon désintéressée à d'autres compagnons dans des situations difficiles pendant les orages qui surprenaient les pêcheurs dans la mer. Sa barque était toujours prête pour apporter tôt l'aide efficace à celui qui était pris dans une tempête où au naufragé. Il est devenu spécialement célèbre pour le sauvetage le 22 juillet 1861 quand une galerne énorme s'est soudainement levée dans la côte du Guipuscoa. Depuis la ville une barque faisant naufrage a été vue et les 4 membres de l'équipage se débattaient entre la vie et la mort. Toutefois, les énormes vagues retenaient les gens qui n'osaient pas sortir pour les aider. Zubia a alors formé une embarcation avec neuf volontaires et s'est lancé au sauvetage des marins de la barque San José en perdition. Le bateau barré par Aita Mari a réussi à dégager 3 membres de l'équipage du bateau qu'ils garderont jusqu'à ce que les secours arrivent. Par cet acte Aita Mari et ses compagnons ont obtenu la Grand Croix de la Bienfaisance de la Marine.
Le 9 janvier 1866 se produit un autre terrible et soudain orage et Zubía est parti du port de Saint-Sébastien dans son bateau pour secourir les pêcheurs d'une chaloupe de Getaria qui essayait d'entrer dans la Baie de la Concha. Quand il réussit à mettre en lieu tous les naufragés sûr son embarcation, un coup de mer l'entraîne et disparaît à jamais. Le décès de Zubía s'est produit devant de nombreux témoins qui assistaient au sauvetage depuis la côte. Ce jour 38 pêcheurs sont décédés par l'orage.

## Souvenir

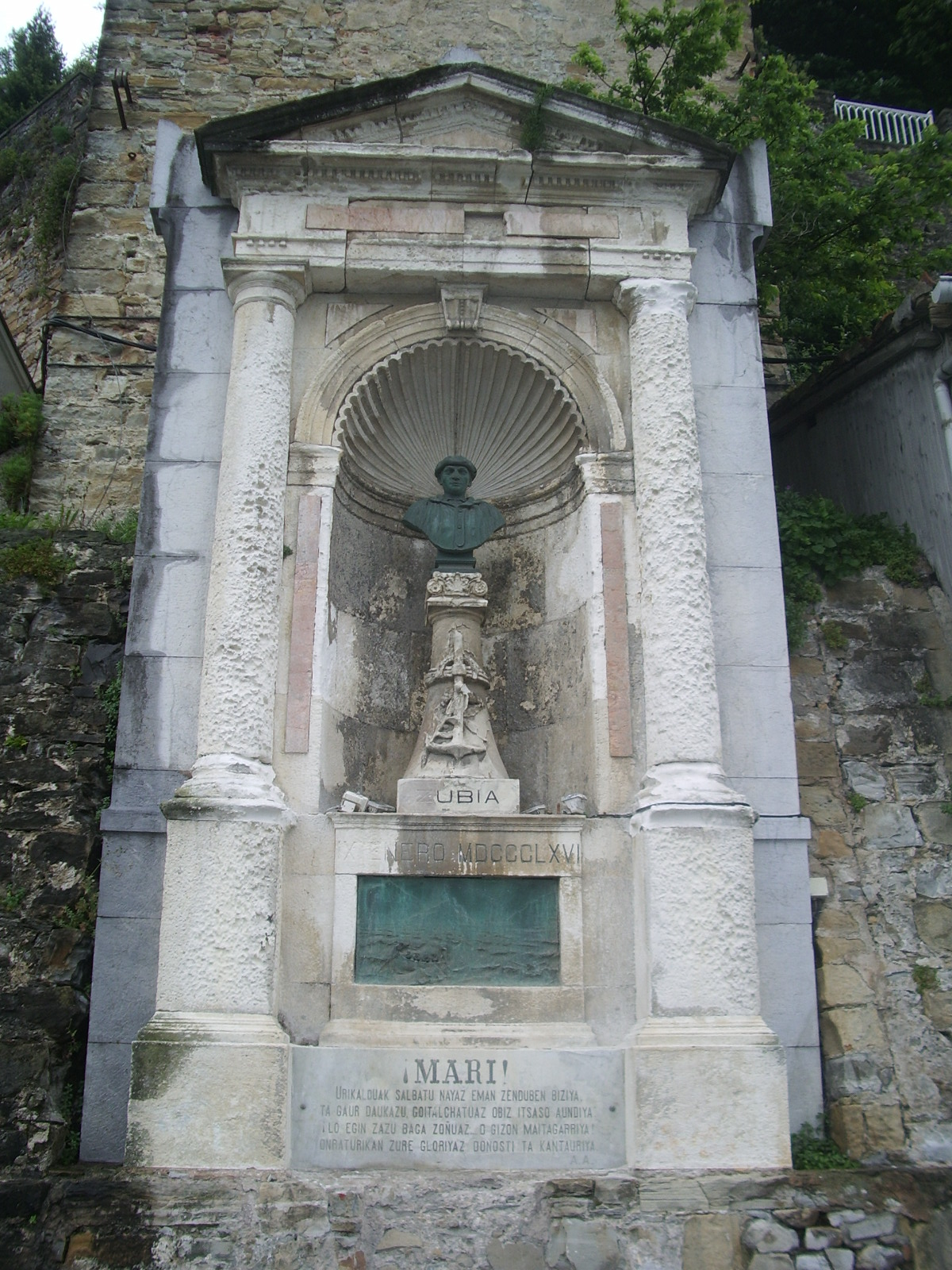
Monument rendant hommage à Aita Mari dans la jetée de Donostia.

Les exploits d'Aita Mari et son décès tragique ont laissé un grand traumatisme à Saint-Sébastien et dans la côte guipuscoanne. Les donostiarrak (gentilé basque de Saint-Sébastien) ont érigé un buste sur le quai du port de pêche donostiarra en honneur du pêcheur pour perpétuer sa mémoire. Ce buste a été l'œuvre du sculpteur majorquin Matheu.
On peut y lire le texte suivant écrit en dialecte guipuscoan du basque.

Mari Aita Mari! Amaika bizi osatu zuk itxasoari! Itxasoak baña, bere amorruetan zerobi ordaña. Mari! Gure Mari!
Traduction :

¡ Mari, Père Mari ! Vous avez volé une infinité de vies à la mer ! La mer, toutefois, dans sa rage envers vous même comme paiement Mari ¡ Notre Mari !
En 1900, le buste a été remplacé par un monument plus grand, qui est celui que l'on peut voir actuellement dans le port donostiarra.
Des vers écrits aussi en dialecte guipuscoan du basque peuvent se lire au pied de ce monument :
 MARI !

Urikalduak salbatu nayaz eman zenduben biziya,
Ta gaur daukazu, goitalchatuaz obis itsaso aundiya :
Lui egin zazu vague zoñuaz…. Ou gizon maitagarriya !
Onraturikan zure gloriyaz Donosti eta Kantauriya.
Traduction :
MARI !

Vous avez donné votre vie en voulant sauver les naufragés,
Et aujourd'hui, lassé, comme sa tombe dans la grande mer :
Dormez avec le son des vagues profondes… Oh, homme adorable :
Honorée avec sa gloire Saint-Sébastien et la Cantabrie.
L'ancien buste a été donné à un neveu d'Aita Mari, qui à son tour en a fait don à la commune de Zumaia. La mairie a placé le buste cette même année dans un angle du bâtiment des écoles de Zumaia, où il se trouve encore aujourd'hui.
La mairie de Saint-Sébastien lui a consacré une rue proche du port en 1917, l'ancienne Kaiaurreko Kalea ou la Rue face au quai, qui a été rebaptisée en Rue de Mari. Plusieurs commerces situés près du port donostiarra portent comme nom Aita Mari, en mémoire du marin.
Dans sa localité d'origine, Zumaia, son nom continue à être très présent. Une rue du vieux quartier a été baptisée Rue de Mari. Un quartier moderne a été baptisé aussi Aita Mari en son honneur. Le stade de football de Zumaia, situé dans ce quartier est aussi connu comme Aita Mari. Le cinéma de la ville s'appelle aussi Aita Mari et le club d'aviron local, fondé en 1975, Aita Mari Arraun Elkartea.

## Sources
- (es) Cet article est partiellement ou en totalité issu de l’article de Wikipédia en espagnol intitulé « José María Zubía » (voir la liste des auteurs).